# 陈景秋
陈景秋（1944年9月—），汉族，贵州贵阳人，中华人民共和国政治人物，中国民主促进会会员。曾担任民进中央常委、重庆市委主委、重庆市政协副主席。2008年，当选第十一届全国政协委员，代表中国民主促进会，分入第九组。